# Burton in Lonsdale
Burton in Lonsdale est un village et une paroisse civile du Yorkshire du Nord, en Angleterre.